# Schrecksbach
Schrecksbach település Németországban, Hessen tartományban. Lakosainak száma 2948 fő (2023. december 31.).

## Népesség
A település népességének változása:
| Lakosok száma | 3045 | 3022 | 2949 | 2981 | 2948 |
|               | 2017 | 2019 | 2021 | 2022 | 2023 |